# BK Lokomotiv Moskou
Basketbolnyj kloeb Lokomotiv Moskva (Russisch: Баскетбольный клуб Локомотив Москва) was een professionele basketbalclub uit Moskou (Rusland).

## Geschiedenis
Lokomotiv werd opgericht in 1923 met als sponsor de spoorwegen. Het team nam deel aan het eerste nationale kampioenschap in 1937. Voor de oorlog was de club een van de sterkste in de Sovjet-Unie, en werd kampioen in 1939. Na de oorlog zakte Lokomotiv langzaam weg. De club verliet de elite basketbalcompetitie maar kwam van tijd tot tijd terug op het hoogste niveau. De grote successen bleven uit en in de jaren 80 hield de club op te bestaan.

## Erelijst
- Landskampioen Sovjet-Unie: 1
  - Winnaar: 1939
  - Tweede: 1938
  - Derde: 1937, 1940, 1944

## Bekende (oud)-spelers
- - Jevgeni Aleksejev
- - Anatoli Astachov
- - Sergej Beljajev
- - Jaroslav Titov
- - Konstantin Travin

## Bekende (oud)-coaches
- - Sergej Beljajev
- - Konstantin Travin